# Spera (distrikt)
Spera är ett distrikt i Afghanistan. Det ligger i provinsen Khost, i den östra delen av landet, 160 kilometer söder om huvudstaden Kabul. Administrativ huvudort är Spera.
Distriktet beräknades år 2022 ha cirka 28 000 invånare.